# Lukavac (Bosnie-Herzégovine)
Pour les articles homonymes, voir Lukavac.
Lukavac (en cyrillique : Лукавац) est une ville et une municipalité de Bosnie-Herzégovine située dans le canton de Tuzla et dans la fédération de Bosnie-et-Herzégovine. Selon les premiers résultats du recensement bosnien de 2013, la ville intra muros compte 12 490 habitants et la municipalité 46 731.

## Géographie

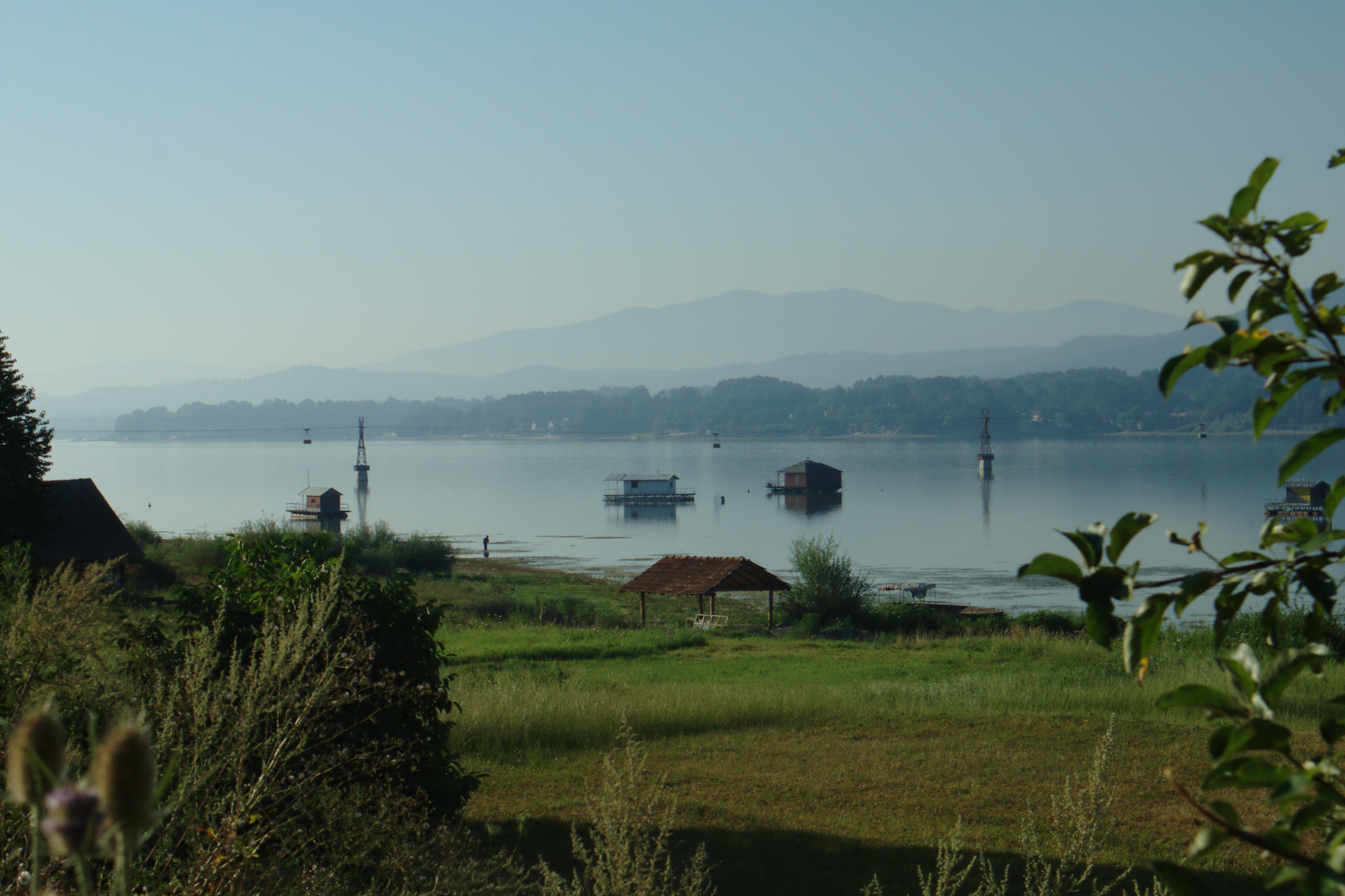
Vue du lac de Modrac près du village de Prokosovići

Lukavac se trouve dans la vallée de la Spreča, entre Tuzla et Doboj. La municipalité est entourée par les monts Ozren à l'ouest, Konjuh au sud et Majevica au nord. Entre Lukavac et Tuzla s'étend le lac de Modrac, qui couvre une superficie de 17 km2.
La municipalité est entourée par celles de Banovići, Gračanica, Maglaj, Petrovo, Srebrenik, Tuzla, Zavidovići et Živinice.

## Localités

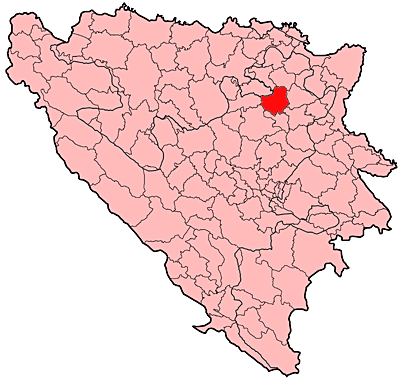
Localisation de la municipalité de Lukavac en Bosnie-Herzégovine

La municipalité de Lukavac compte 44 localités :
| - Babice Donje - Babice Gornje - Berkovica - Bikodže - Bistarac Donji - Bistarac Gornji - Bokavići - Borice - Brijesnica Donja - Brijesnica Gornja - Caparde | - Cerik - Crveno Brdo - Devetak - Dobošnica - Gnojnica - Huskići - Jaruške Donje - Jaruške Gornje - Kalajevo - Komari - Krtova | - Kruševica - Lukavac - Lukavac Gornji - Mičijevići - Milino Selo - Modrac - Orahovica - Poljice - Prline - Prokosovići - Puračić | - Semići - Sižje - Smoluća Donja - Smoluća Gornja - Stupari - Šikulje - Tabaci - Tumare - Turija - Vasiljevci - Vijenac |

## Démographie

### Villeintra muros

#### Évolution historique de la population dans la villeintra muros
| 1948 | 1953 | 1961  | 1971  | 1981   | 1991   | 2013   |
| ---- | ---- | ----- | ----- | ------ | ------ | ------ |
| -    | -    | 6 953 | 8 613 | 10 597 | 12 647 | 12 490 |

|  |

### Municipalité

#### Évolution historique de la population dans la municipalité
| 1961   | 1971   | 1981   | 1991   | 2013   |
| ------ | ------ | ------ | ------ | ------ |
| 44 225 | 51 781 | 54 666 | 57 070 | 46 731 |

#### Répartition de la population dans la municipalité (1991)
En 1991, sur un total de 57 070 habitants, la population se répartissait de la manière suivante :

## Politique
À la suite des élections locales de 2012, les 31 sièges de l'assemblée municipale se répartissaient de la manière suivante :
| Parti                                                               | Sièges |
| ------------------------------------------------------------------- | ------ |
| Parti d'action démocratique (SDA)                                   | 13     |
| Parti social-démocrate (SDP)                                        | 6      |
| Parti pour la Bosnie-Herzégovine (SBiH)                             | 5      |
| Alliance pour un meilleur avenir de la Bosnie-Herzégovine (SBB BiH) | 3      |
| Bloc démocratique (SDU BIH-SPU BiH)                                 | 1      |
| Parti patriotique de Bosnie-Herzégovine-Sefer Halilović (BPS SH)    | 1      |
| Minorités nationales                                                | 2      |

Dževad Mujkić, membre du Parti d'action démocratique (SDA), a été réélu maire de la municipalité,.

## Sport
Lukavac possède un club de football, le FK Radnički Lukavac.

## Économie
Lukavac est une ville industrielle. Parmi les entreprises de la ville, on peut citer Ssishecam soda Lukavac (sodas) et la cimenterie FCL.